# Si l'on mariait papa
Pour plus de détails, voir Fiche technique et Distribution.
Si l'on mariait papa (titre original : Here Comes the Groom) est un film musical américain réalisé par Frank Capra, sorti en 1951.

## Synopsis
Pete, un journaliste de presse, travaille dans un orphelinat parisien. Son charme pour les enfants et la musique lui permet de trouver des foyers pour les enfants les plus perturbés. Un après-midi, M. et Mme Godfrey, un couple d'Américains, viennent à l'orphelinat pour adopter Bobby, un garçon qu'ils ont vu dans l'une des annonces publiées par Pete dans son journal. le garçon se comporte mal, mais lorsque Pete découvre que M. Godfrey joue pour l'Orchestre symphonique de Boston, il lui présente rapidement une jeune aveugle, Theresa, qui chante pour gagner le cœur des Godfrey. Plus tard dans la nuit, Pete rêve que la fiancée qu'il a laissée en Amérique, Emmadel, lui a rendu visite. Elle apparaît en hologramme sur son tourne-disque, le gronde pour l'avoir abandonnée à l'autel et lui parle des enfants qu'ils auraient pu avoir. Plein de regrets, Pete s'arrange pour adopter Bobby et sa petite sœur Suzi et les emmener à Boston, où il épousera Emmadel. Les autorités américaines l'informent qu'il doit se marier dans les cinq jours, sinon l'adoption sera annulée.
Après des retards dans l'obtention des certificats de naissance des enfants, Pete et lui prennent finalement l'avion et se rendent chez Emmadel. Pendant qu'elle se lie avec Bobby et Suzi, Pete découvre qu'Emmadel est fiancée à un aristocrate, Wilbur Stanley, dont elle travaille au bureau. Elle s'est lassée d'attendre l'arrivée de Pete à la maison. Les enfants restent avec ses parents bruyants, un père pécheur ivrogne et la mère désapprobatrice Connie Gilchrist. Pete fait tout pour reconquérir Emmadel, qui l'aide à trouver un bail pour une nouvelle maison par l'intermédiaire de la société de son fiancé. Cependant, lorsque Pete et les enfants arrivent à la maison sous la pluie, ils découvrent qu'un autre couple, les McGonigles, a également un bail pour la propriété. Wilbur, le fiancé d'Emmadel, se présente pour régler l'affaire en proposant à Pete de l'emmener dans une autre maison. Ce dernier le convainc de les héberger dans la maison de la famille Stanley. Ils conviennent d'une compétition amicale pour le cœur d'Emmadel pendant les quelques jours précédant le mariage.
Pete et les enfants s'installent dans la somptueuse maison des Stanley, où se trouvent également les parents d'Emmadel. Emmadel rencontre les aimables parents âgés de Wilbur, qui lui offrent 500 000 dollars en guise de cadeau de mariage. Emma découvre la présence de Pete et se rend à la guérite pour s'expliquer avec lui. Après avoir arraché la dent de Suzi, Pete prétend être amoureux de Winnifred, la cousine au quatrième degré de Wilbur, et rit lorsqu'Emmadel tombe sur son énorme robe de soirée. Pete révèle son plan à Winnifred Stanley. Il découvre qu'elle est depuis longtemps amoureuse de son cousin Wilbur, mais qu'elle se sent trop maladroite socialement pour le poursuivre. Dans une sorte de Pygmalion, Pete apprend à Winnifred à se sentir bien dans sa peau. La nouvelle confiance de Winnifred déborde lors de la répétition du mariage. Elle et Emmadel se bagarrent sur la pelouse de la maison. Winnifred concède la bagarre, et Emmadel déclare qu'elle est fière d'être la fille d'un pêcheur.
Le jour du mariage arrive. Les journalistes s'alignent dans la chapelle extérieure, proclamant que c'est l'histoire de Cendrillon de la décennie. Alors qu'il accompagne Emma à l'autel, Pa Jones lui raconte que Pete a enlevé les enfants et s'est enfui pour qu'ils ne soient pas renvoyés en France. Emmadel commence à avoir des doutes. Pete arrive au mauvais moment, menotté à un policier, avec les deux enfants en pleurs. Bien que Wilbur propose d'épouser Emma et d'adopter les enfants, Bobby et Suzi s'accrochent en sanglotant à Pete. À la télévision nationale, Wilbur abandonne son propre mariage et force une Emma réticente et un Pete protestant (mais secrètement ravi) à se marier. Pete, Emmadel, Bobby, Suzi, Papa et Maman Jones partent tous ensemble en lune de miel.

## Fiche technique
- Titre original : Here Comes the Groom
- Titre : Si l'on mariait papa
- Réalisation : Frank Capra
- Scénario : Robert Riskin, Liam O'Brien (en), Virginia Van Upp, Myles Connolly, Barney Dean, Charles Hoffman et Arthur Sheekman
- Production : Irving Asher et Frank Capra
- Photographie : George Barnes
- Montage : Ellsworth Hoagland
- Décors : Emile Kuri
- Costumes : Edith Head
- Effets visuels : Gordon Jennings et Paul K. Lerpae
- Maquillage : Wally Westmore
- Pays d'origine : États-Unis
- Format : Noir et blanc - Mono
- Genre : Comédie
- Durée : 113 minutes
- Date de sortie : 1951
- Affiche : Boris Grinsson (France)

## Distribution
- Bing Crosby : Peter 'Pete' Garvey
- Jane Wyman : Emmadel Jones
- Alexis Smith : Winifred Stanley
- Franchot Tone : Wilbur Stanley
- James Barton : William 'Pa' Jones
- Robert Keith : George Degnan
- Jacques Gencel : Bobby
- H. B. Warner : Oncle Elihu
- Connie Gilchrist : Ma Jones
- Ian Wolfe : Oncle Adam
- Minna Gombell : Mme Godfrey
- Irving Bacon : Baines, le majordome
- Howard Freeman : Le gouverneur
- Anna Maria Alberghetti : Theresa
- Nicholas Joy : Oncle Prentiss

Acteurs non crédités
- Charles Evans : Un maire invité au mariage
- J. Farrell MacDonald : Le mari dans l'avion
- Odette Myrtil : La dame en gris
- Josephine Whittell : La secrétaire Esther

Et dans leur propre rôle
- Louis Armstrong
- Dorothy Lamour

## Distinctions
- Oscar de la meilleure chanson originale